# West-Duits voetbalkampioenschap 1912/13
In 1912/13 werd het elfde voetbalkampioenschap gespeeld dat georganiseerd werd door de West-Duitse voetbalbond.
Duisburger SpV plaatste zich voor de eindronde om de Duitse landstitel. De club versloeg Stuttgarter Cickers en Kieler FV Holstein en plaatste zich voor de finale, waarin ze verloren van VfB Leipzig.

## Deelnemers aan de eindronde
| Club                    | Gekwalificeerd als      |
| ----------------------- | ----------------------- |
| VfB 1905 Marburg        | Kampioen van Hessen     |
| Solinger FC 1895        | Kampioen van Noordrijn  |
| 1. FC Arminia Bielefeld | Kampioen van Westfalen  |
| Duisburger SpV          | Kampioen van Zehnerliga |
| SC Union 05 Düsseldorf  | Kampioen van Zuidrijn   |

## Eindronde

### Halve finale A-Klasse
|               |                  |       |                         |           |
| 16 maart 1913 | Solinger FC 1895 | 1 – 2 | 1. FC Arminia Bielefeld | Elberfeld |
| 16 maart 1913 |                  |       |                         | Elberfeld |

|               |                        |       |                  |        |
| 16 maart 1913 | SC Union 05 Düsseldorf | 7 – 1 | VfB 1905 Marburg | Siegen |
| 16 maart 1913 |                        |       |                  | Siegen |

### Finale A-Klasse
|               |                        |       |                         |            |
| 13 april 1913 | SC Union 05 Düsseldorf | 1 – 0 | 1. FC Arminia Bielefeld | Düsseldorf |
| 13 april 1913 |                        |       |                         | Düsseldorf |

## Finale West-Duitsland
|  |                        |          |                |  |
|  | SC Union 05 Düsseldorf | walkover | Duisburger SpV |  |
|  |                        |          |                |  |

Doordat de nationale eindronde al begon was er tijdsnood en kon de finale niet gespeeld worden. Duisburger SpV werd als vertegenwoordiger van de sterkste competitie afgevaardigd naar de nationale einrdone. 